# Jドリーム
Jドリーム（ジェイドリーム）は、塀内夏子による日本の漫画作品。『週刊少年マガジン』（講談社）にて1993年3・4合併号から1999年44号まで連載された。
プロサッカーの世界を描いた作品で、主人公・赤星鷹の活躍を中心に序盤はJリーグの世界が描かれ、以降は日本代表のワールドカップ予選での激闘が描かれる。

## 作品背景・キャラクター造形
作者の塀内は高校サッカーを描いた前作『オフサイド』の終了後、「ずっとアマチュアスポーツを描いてきたから、今度はプロスポーツが描きたい」という希望があり、プロ野球を題材とした作品を構想していた。一方、1990年代初頭の日本サッカー界はプロアマ混在の状況から完全プロ化へと移行しようとした時期でもあり、日本代表がAFCアジアカップで優勝するなど成績面でも変化が現れ始めた時期でもあった。塀内によればたまたまテレビを見ていたところ「こっちの方が面白そうだ」と感じ、一晩で構想を代えたという。
なお、本作品はプロの厳しい世界が描かれると共に、主人公の赤星鷹については確かな技術を持つ一方で、型破りな人物として描かれている。これについて塀内は「アマは誰にでもできるけど、プロは一定のレベルでないと許されない。ギリギリの汚いことまで認められる、かなり厳しい世界でしょ。そうなるとキャラクターの作り方も全然違ってくるから、面白いな、と思った。それこそマイク・タイソンやマラドーナは品行方正ではなくて、破滅しているから面白いんじゃないですか」と語っている。

## あらすじ
シリーズとしては大きく3つに分かれており、単行本もそれぞれのシリーズ毎に分かれた形で発売されている。最初のシリーズは以降のシリーズとの区別のため「無印編」といわれる場合がある。

### Jドリーム
Jリーグ開幕を翌年に控えた1992年夏。日本代表として長年日本サッカー界不遇の時代を支えてきた浦和レッドダイヤモンズの本橋譲二は、プロ化により自分の足に値段がつけられるという時代の変化に戸惑いを感じていた。そんなある日、赤星鷹という一人の少年に賭けサッカーを持ちかけられ、勝負を通じて新しい世代の到来を肌で感じる。本橋は年齢による衰えと古傷の痛みに悩まされながらも、家族やトレーナーの小林宏に支えられ奮闘を続けていたが、ヤマザキナビスコカップ最終節において、右膝の靭帯を断裂し選手生命を絶たれる。一方、浦和とのプロ契約を勝ち取った鷹は本橋との交代でピッチに立つと、卓越したテクニックと物怖じしない度胸で、代表選手がひしめく相手チームを翻弄し、周囲の人々に将来の日本代表入りを予感させる。
16歳の若さで日本代表に抜擢された鷹は、小心者のストライカー・北村大地や中堅選手の富永朗や嶋泰明らとともにW杯アジア予選に出場、1次予選で難敵のUAE代表を下し、最終予選進出を決める。各選手はJリーグでの活躍を経て、元ドイツプロの本郷剛らとともにアジア最終予選に挑む。日本は崔潤和、洪聖甫を擁する韓国代表との激戦を制して予選突破まであと一歩に迫るも、最終戦でイラク代表に引き分け、目前で本大会出場を逃す。
呆然とする代表の面々だが、予選得点王の活躍を見せた北村にはイタリア・セリエAのクラブからのオファーが届く。一方、鷹は日本への帰国の途につく中、忽然と姿を消し行方知れずとなる。トレーナーの小林は悲嘆に暮れるも、北村は日本が世界に挑み続ける限り鷹との再会の日は近いと予感する。

### Jドリーム飛翔編
それから時は流れ、姿を消していた鷹がスペインで保護され、FIFAワールドユース選手権に出場する日本ユース代表にキャプテンとして迎えられる。それまでチームを牽引してきた迫丸ら厳しいアジア予選を戦い抜いたメンバーからの反発や、立浪とのサッカーへの取り組み方の違いなどから、一枚岩ではない状態で大会が始まる。いじめられっ子で今まで誰にも必要とされて来なかったFW中居真、女手一つで育ててくれた母が命に関わる手術を迎えるMF迫丸瞬、秀才であるがゆえ自分の考え方の殻から抜け出せないDF立浪誠、兄の事故死を乗り越えられず周囲と衝突しがちなGK浜本真、職人肌のボランチ柳木一成。メンバーはみなそれぞれに悩みを抱えながらも、試合を重ねる中で心を通わせ団結して行く。スウェーデンやアルゼンチンなどの強豪を退けて決勝戦へと進出すると、決勝ではアレッサンドロ・ロッシ率いる地元イタリアと対戦、PK戦の末に大会初優勝を果たすのだった。
優勝という結果を手にし充実感を味わう選手達だが、日本へ帰国しチームが解散すると、それぞれは新たな目標を胸に歩み出して行く。中居の下にはJリーグのクラブからのオファーが届くと、突然のことに戸惑う中居だったが、トレーナーの小林からの後押しもあり入団を決意、それは鷹からの独り立ちを意味していた。
本編は第9巻で完結しており、その後スペインで行方知れずとなった鷹を中居と浜本が訪ねる番外編と、実在の選手松永成立のドーハでの活躍を含むサッカー人生を描いた『松永成立物語』を収録したものを第10巻として刊行している。

### Jドリーム完全燃焼編
さらに時は流れ、前回あと1歩のところで敗れたドーハ組に、20歳以下の世界大会を制した若手や、社会人の吉川望、大学生の伊達勲といった新戦力が加わり、フランスW杯の出場権を争うアジア予選が始まる。しかし仲間との一体感を守ろうとする鷹と勝負のために厳しさを求める伊達との確執、富永と浜本、嶋と吉川という新旧世代の熾烈なレギュラー争い、さらには怪我人やスランプで選手が次々に離脱するなど様々な試練が続出。日本代表は幾度も苦境に立たされながらも、ベテランの精神力や若手の成長でそれを乗り越えると、第3代表決定戦でイラン代表との決戦を制してW杯初出場を掴む。
念願を果たし歓喜に沸く選手達だが、鷹は試合後のロッカールームから姿を消してしまい、それから3か月経った後も行方は掴めないままとなっていた。本大会に向けた合宿を目前に、北村、富永、嶋は小林と長かった戦いの日々を思い返すが、そんな中、鷹は「ワールドカップにこれから行くんだよ」と称してひょっこりと舞い戻ってくる。最後に実在の日本代表の本大会での成績が手短に記され、子供たちにとってワールドカップが夢物語ではなく現実的な目標となったという状況が記されて物語を終える。

## 登場人物

### 主要登場人物
赤星鷹（あかぼし たか）
本作の主人公。ポジションはMF（攻撃的MF）またはFW（セカンドトップ、センターフォワード）。
背番号は0番。1976年7月22日生まれ。身長169cm / 体重54kg。
所属クラブ : 浦和レッドダイヤモンズ - レアル・マドリード - アトレティコ・マドリード - パンプローナ - サラゴサ - サラマンカ（3部） - ラ・マンチャ（アマチュア） - 浦和レッドダイヤモンズ
幼少の頃に母親が鷹の元を去る前に「すぐ戻るからこれで遊んでなさい」と言われ渡されたのがサッカーボールであった。母からすればただ目についた土産屋でおもちゃのボールを買い与えただけであったが、鷹は母の言いつけを守り、母の帰りを待ちながらボールを蹴り続けたのがサッカーを始めたきっかけとなる。その後母が帰ってくることはなく鳶職の父親の手で育てられる。自分は母に捨てられたのだと思っていたが、後に母は病気で治療に専念するために一旦鷹と離れ離れの生活を選び、しかしその後死亡したことが判明する。父親の仕事の関係で全国を転々し成長するにつれ父親と共に鳶職として働くようになる。鳶職のバランス感覚と、友達がほとんど出来ず一人で延々とボールを扱っていたことが卓越したボールテクニックを培うことに繋がる。高校サッカーの強豪校に入学するが短期間で退学し、Jリーグの各クラブのプロテストを受験するがいずれも不合格となる。しかし浦和レッドダイヤモンズのテスト後に偶然出会った本橋との賭けサッカーが、レッズ関係者の目に留まり同クラブに入団する。
レッズ入団後はエースの本橋譲二からレギュラーポジションを奪取した後に、16歳の若さで日本代表に抜擢され、FW・MFとして活躍。しかし日本代表がW杯予選で敗れた後に姿を消す。
その後スペインで保護され、日本ユース代表のキャプテンとしてワールドユース選手権ではチームを優勝に導いた。その活躍が認められ、スペインのレアル・マドリードに移籍するが出場機会に恵まれずレンタル移籍に出され、移籍先を転々とした後に浦和レッズに復帰。フランスW杯のアジア予選では日本代表の不動のエースとして活躍した。キャプテンとしての手腕は確かなようで選手も自ら各クラブチームの練習場に趣いてスカウトするような一面もある。ボールコントロールやゲームメイクに長けている反面、フィジカルやスタミナなど体力面に不安があり、度々ウィークポイントとして露呈してしまう、完全燃焼編では激闘の連続に、徐々に疲弊していく様子が描かれている。
性格は感情的で自分勝手。思い通りに行かないと癇癪を起こし拗ねたり、他人の荷物や手紙を覗くなど素行は悪い。余り物を非常食として取っておくだけにとどまらず、嘘吐きで拾った物を盗んだりもする。これはその日暮らしだった父親の影響で培ったシビアさによるもので、サッカーの試合においてもずる賢こいプレイを多くの場面で発揮するなど狡猾な一面を見せる。
北村大地（きたむら だいち）
ポジションはFW。180cm。
所属クラブ : 神命電機 - 浦和レッドダイヤモンズ - パルマ
元々はJFLの神命電機（架空企業）の選手だったが、借金返済のために（実家の父親が営んでいた養豚場が火事で全焼したことが原因で生まれた多額の借金が残っていたため）プロ転向を決意しレッズに入団した。レッズ入団後は鷹とのコンビでゴールを量産し、日本代表でも強靭な外国勢にフィジカルで負けないパワーで活躍し、アメリカW杯のアジア最終予選では得点王に輝いた。その活躍が認められ、飛翔編以降はイタリア・セリエAのパルマに移籍して活躍。気弱な性格から鷹との力関係は年上ながら弱く、その性格が災いして詰めの甘さや精神的な脆さを見せていたが、UAE戦での鷹の退場で克服して以降、いざピッチに立てば覚悟を決め強い精神力も見せるようになる。特に年上の立場となる完全燃焼編では、時に動揺する若いメンバーを牽引する存在に成長している。作中の日本代表の得点の大部分が北村のゴールで描かれているほど、絶対的な得点源として活躍する。
富永朗（とみなが あきら）
ポジションはGK。岐阜県出身。
所属クラブ : 筑波大学 - ジェフユナイテッド市原
北村の良き相談相手であり、トラブルメーカーである鷹のお目付け役でもある。一度離婚しているが、再婚はしていない。無印編ではJリーグブームに浮かれる若い選手達に苦言を呈し冷やかに見守る。腰に爆弾を抱えているが、長年代表の正キーパーとして活躍。無印編では上條、完全燃焼編では浜本と熾烈なポジション争いを展開した。アメリカ大会最終予選、フランス大会最終予選の両方でレッドカードを受けている。前者はミスからの退場だが、後者は浜本へ後を託す形で自ら覚悟しての退場劇であった。
嶋泰明（しま やすあき）
ポジションはDF（左サイドバック）。日本代表。
所属クラブ : 順天堂大学 - 清水エスパルス
富永とはユニバーシアード代表の頃からの親友。アキレス腱断裂から復帰し27歳で日本代表に初選出された。度重なる怪我や代表落選にさらされながらも諦めない強い精神力があり、完全燃焼編ではチームの危機的状況から立ち直らせることに貢献した。その後、若手の吉川にレギュラーを譲るも、第三代表決定戦では柳木の負傷退場の緊急事態に前半途中からボランチとして出場し、未経験のポジションながら無難に役割を果たすなど、どんな形であれチームへの貢献に全力を尽くす。
小林宏（こばやし ひろし）
浦和レッズのトレーナーで、日本代表のトレーナーも兼務する。初回から最後までを通して作品に登場する数少ない人物の一人。鍼治療が得意で、本橋・富永を始めとして小林の鍼治療にお世話になっている代表選手は数多い。代表には少なくとも10年以上トレーナーをしている計算になる。鷹の才能を早くから評価しているが、「鷹はワールドカップ出場の役目を果たしたら、自分たちの下から去ってしまうのではないか」とたびたび悲観的になる。
竹中裕子（たけなか ゆうこ）
鷹の小学校4年生の時の担任で、鷹の初恋の人。1992年秋の時点で28歳。鷹の境遇に同情し、彼が他校へ転校した後や大人になってからも気にかけてくれている。無印編・完全燃焼編におけるヒロイン的存在。後に四国の男性と結婚した。

### 浦和レッドダイヤモンズ
本橋譲二（もとはし じょうじ）
ポジションは守備的MF。元日本代表。背番号10。
作品序盤の重要人物。メキシコW杯やソウル五輪のアジア予選ではあと1歩のところで本大会出場を逃すなど、日本代表の苦難の時代に中心選手として活躍していたが、度重なる怪我で代表を離れている。鷹との賭けサッカーの中で、その非凡な才能にいち早く気づく。しかし1992年のJリーグヤマザキナビスコカップ・対ヴェルディ川崎戦において、試合中の相手選手との接触プレーで右膝の靭帯を断裂し鷹と交代。そのまま引退に追い込まれた。作中では選手の世代交代の象徴として描かれている。
福田正博（ふくだ まさひろ）
ポジションは攻撃的MF。日本代表。背番号9。
浦和のヤングエース。本橋が鷹から賭けサッカーを持ち掛けられた際に立ち会い、3度目の対戦では鷹から3対2のミニゲームの相方に指名され、その非凡さに気づく。土田尚史らとともに作品序盤に実名選手として登場し、後に日本代表としてアメリカW杯予選に出場した。完全燃焼編の番外編でも少なからず出番がある。

### 日本代表、日本ユース代表

#### 無印編より登場
セルジオ・レネ
無印編のみ登場。日本代表監督。ブラジル出身で元日本サッカーリーグのスター選手。コミュニケーション能力に長けた策士として描かれる。前年のアジアカップを制し、若い鷹を代表に抜擢するが、アメリカW杯予選敗退後に責任を取り辞任をした。
本郷剛（ほんごう たけし）
ポジションはDF。サンフレッチェ広島所属。
かつてブンデスリーガでプレーしていた経験があり、若い頃には「鉄のストッパー」と呼ばれた。国外でのプレーが長かったため代表からは遠ざかっていた。広島復帰後は、足首を中心に膝も腰も太もももすでにボロボロであり、34歳の現在は全盛期のような走りはできないことを本人も自覚している。レネ監督に的確なコーチングを買われ数年ぶりに代表に復帰するが、監督の意に反して浅いラインを敷いてオフサイドトラップを狙うようになり、それが元で監督と対立する。
上条直也（かみじょう なおや）
ポジションはGK。横浜フリューゲルス所属。
無印編後半より登場。190cmを超える長身と身体能力、そしてイギリス育ちのGKとして将来を嘱望されるも、気が弱くDFに指示を出したりすることが苦手。
無印以降は出番がない。（飛翔編の一コマで「GKといえば説教臭かったり、妙にオドオドしてたり…」という鷹の台詞フキダシの中で、富永と共に顔イラストを描かれる形で姿を見せてはいる）
黒咲一心（くろさき いっしん）
ポジションはFW。鹿島アントラーズ所属。
無印後半のみ登場。日本のクラブを解雇され単身ブラジルへ留学をする。その後に鹿島アントラーズに入団。豊富なスタミナでフィールドを駆け回ることが特徴で、韓国戦では攻守に奮闘した。常に首からお守りをぶらさげている。実家が魚屋で、「一心太助」から「太助」のあだ名がある。
松木（まつき）
レネ監督時代の代表コーチ、後にU-20日本代表監督、フランスW杯予選では代表監督。元GK。
優柔不断な性格で鷹の尻に敷かれている。また気弱な一面があり交代策にもかなり消極的で、負けている試合でも交代カードを切る勇気がない場面なども描かれている。しかしフランス大会アジア予選では激闘を経験する中で、終盤の崖っぷちの状況にあってジュベスタン戦での吉川投入や第三代表決定戦での中居投入など、勇気ある交代策を切り勝負にでる。実は鷹の中学時代に出会っており、クラブにスカウトしようとしていた姿が番外編で描かれていた。

#### 飛翔編より登場
迫丸瞬（さくまる しゅん）
ポジションはFW及びMF（攻撃的MF）。背番号は10番。10月21日生まれ。身長174cm / 体重56kg。
所属クラブ : ヴェルディユース - ヴェルディ川崎
日本ユース代表のキャプテンとして苦しく厳しいAFCユース選手権で優勝を果たしたが、そこに突然鷹がキャプテン扱いでやってきたため一時はチームを二分するほどの険悪な雰囲気となる。しかし互いの実力を認め合った後は和解し、その後ワールドユース選手権・フランスW杯予選では鷹とのコンビで活躍する。鹿児島県出身で故郷の母と姉を常に気に掛ける一面もある。FWとして出場したワールドユースやW杯1次予選では得点もするが、MF出場時は鷹に次ぐ第2のゲームメイカーとしてアシスト役や鷹のフォローに徹する。スピードに乗ったドリブルも得意。
中居真（なかい まこと）
ポジションはFW。背番号は16番。3月16日生まれ。身長173cm / 体重53kg。
所属クラブ : 城西一高 - 柏レイソル
鷹の子分的な存在の俊足FW。友達がおらず常に苛められていたため精神面が弱い一方で、空気が読めない欠点があり、調子に乗って周りに失礼な言動をしてしまう事もある。100mを10秒台で走るという俊足と、フィールド全面を走り回る運動量の豊富さが武器だが、一方でテクニックは拙くボールコントロールが苦手。とある無名高校のサッカー部員に過ぎなかったが、高校の隣りのグラウンドで合宿をしていたユース代表の鷹の目に偶然留まり急遽代表に招集された。自ら鷹のパシリを志望すると、鷹からパスに走る使命を与えられ、自分を必要としてくれた鷹に全幅の信頼を寄せるようになる。ワールドユースでの活躍が認められ大会後に柏レイソルからオファーを受ける。当初は鷹と一緒に居たい気持ちから鷹の口利きでレッズに入団する事を望んでいたが、「鷹から独り立ちする機会だ」と小林に説得されレイソルへの入団を決心する。FWとして物語の本筋となるワールドユース（飛翔編）で4試合、フランスW杯最終予選（完全燃焼編）には5試合出場しているが、ゴールを1度も決めていない。代表戦唯一のゴールはフランスW杯1次予選の最終戦で1得点したとセリフで示されるが、その得点シーンは描かれていない。
立浪誠（たつなみ まこと）
ポジションはDF。背番号は4番。11月7日生まれ。身長187cm / 体重92kg。
所属クラブ : 名古屋グランパスエイト - アヤックス - 名古屋グランパスエイト
鷹の2歳年上。ワールドユース選手権直前までエールディヴィジのアヤックスへ1年間留学していた。性格はいたって真面目で、何かにつけていたずらを仕掛ける鷹や中居をよく叱り付けているが、サッカー選手としての彼らの能力を評価しているため本当のけんかになることは少ない。大柄な体格を生かして攻撃時にも空中戦で活躍し、ワールドユースで3得点、また調整試合でもヘディングでのゴールを決めるなど、飛翔編においては赤星に次ぐゴール数を決めている。飛翔編、完全燃焼編を通してDFリーダーとして存在感を示すが、フランスW杯予選では第2戦でレッドカードを貰うと、それをきっかけにチームは低迷していく。
浜本真（はまもと しん）
ポジションはGK。背番号は17番。12月10日生まれ。身長186cm / 体重91kg。
所属クラブ : リーベル・プレート - 名古屋グランパスエイト
立浪と同学年。アルゼンチン生まれの日系3世で、アルゼンチンユース代表候補にも選ばれた過去がある。リーベル・プレートに在籍していたが、短気な性格のせいでチームメイトとそりが合わず退団。しかし日本ユース代表に参加してからは、鷹を始めとして自分を理解してくれるチームメイトに恵まれ、事故死した兄へのトラウマも克服し徐々に性格も安定した。後に立浪の誘いで名古屋グランパスエイトに入団する。完全燃焼編ではベテランの富永と激しいポジション争いをするが、最後は富永から意志を託される形でゴールマウスを守った。
柳木一成（やなぎ かずなり）
ポジションはDF及びMF（ボランチ）。背番号は21番。11月11日生まれ。身長178cm / 体重72kg。
ヴェルディ川崎所属で、迫丸の一歳年上。日本ユース代表の一員としてアジア予選ではレギュラーでプレーをしていたが初戦で負傷したためにその後はメンバーから外れていた。その後に鷹に見いだされ代表復帰しボランチとして定着、カバーリングやパスコースのケアなどサポート的な仕事を得意とし、ワールドユース優勝に貢献。準決勝では混戦から決勝点を押し込んだ。京都府出身。
岸川悟史（きしかわ さとし）
ポジションはDF（サイドバック）及びFW。ヴェルディ川崎所属。身長176cm / 体重67kg。
元々FWだったが、中居の加入で右サイドバックにコンバートされる。新たに加入した選手を見下したりポジションを変えられたことを僻んだりと性格は悪い。ドリブルが得意だと自負しているが、それが活かせた場面は描かれていない。それでもワールドユース大会、フランスW杯予選では全試合フルタイム出場して右サイドバックを全うした。背番号はFW時代の名残で9番。
坂井真二（さかい しんじ）
ポジションはDF。背番号は3番。ヴェルディ川崎所属。身長182cm / 体重74kg。
U-20日本代表の選手で、長身のDF。岸川と同じく新加入選手を見下す。フランスW杯予選では緒方か立浪の代役を務めるが、彼らの活躍で控えになった。しかし立浪と緒方の両選手が揃うのは予選終盤であり、それまでの試合ではずっとスタメンフル出場を続けていた。
嶋宏明（しま ひろあき）
ポジションはGK。ヴェルディ川崎所属。身長180cm / 体重72kg。
嶋泰明の弟。ユースのアジア予選ではGKとして活躍したが、加入した浜本にヘタレ呼ばわりされて出番を失う。ヴェルディカルテットと呼ばれた4人のうちで唯一、試合には1度も出れず、完全燃焼編では出番も無かった。
藤田哲也（ふじた てつや）
ポジションはMF。サンフレッチェ広島の選手で、背番号は6。身長174cm / 体重65kg。
森田雄一（もりた ゆういち）
ポジションはMF。清水エスパルスの選手で、背番号は7。身長172cm / 体重62kg。
完全燃焼編でのW杯最終予選を目指す先行合宿においては、コーチ陣の会議で監督やコーチからは落選の意見と、それを引き留める意見が交わされるほど当落線上にいる状態であった。
栗田一平（くりた いっぺい）
ポジションはMF。ジュビロ磐田の選手で、イガグリ頭。背番号は8。身長173cm / 体重64kg。

#### 完全燃焼編より登場
池田雅志（いけだ まさし）
日本代表コーチでスカウト担当。42歳。吉川の才能を見抜き、自衛隊所属の元同僚の縁で伊達をスカウトした。選手起用に進言を繰り返すなど影の監督ともいえる人物。完全燃焼編での新戦力の発掘は池田の眼力によるところが大きい。
吉川望（よしかわ のぞむ）
ポジションはDF（左サイドバック）。22歳。左利き。青森県深崎町（架空の地名）出身。176cm,67kg。
JFLの関西電工（架空チーム）所属の技巧的なサイドバックで、同じポジションの嶋が代表から外れる程の存在感を見せる。左足の技術が高く、ボールコントロールとドリブル、そして最大の武器である正確なロングパスで、特に攻撃面で活躍する。その反面精神面が弱く、歓声や野次など外野の声でプレッシャーを感じスランプに陥る。そのため試合中に耳栓をしてプレーする程だったが、アジア予選の激闘における様々な交流を経てこれを克服し、最後は自分の活躍への大歓声をしっかり聞いて力に変えられるようになる。背番号は14。
伊達勲（だて いさお）
ポジションはFW。防衛大学校の4年生で、22歳。186cm。
ユニバーシアードで得点王になった経験がある長身FW。自らが得点を決めても喜ぶ仕草を一切見せないほど常に沈着冷静な性格で、激情型の鷹とよく意見が対立する。元々は上官の命令で代表に参加していたが、試合を重ねチームメイトの執念や観客の熱狂に触れる中で、自ら代表に参加したいという意志が芽生える。北村に次ぐ得点源として活躍。背番号は18。
緒方哲（おがた てつ）
ポジションはDF（センターバック）。19歳。183cm、90kg。
アビスパ福岡所属のパワフルなセンターバックで、あだ名は「あばれ哲」。出場停止となった立浪のバックアップとして加入。控えスタートだったがフィジカルの強さを活かし活躍すると、立浪の復帰後もレギュラーに定着した。中学時代には九州選抜チームに選ばれた経験もあった。物怖じしない性格で、試合中に年上の吉川を叱り飛ばす気の強さを持つ。代表戦にはもっと感動的でワクワクするような試合が出来るとの憧れを持っていたが、加入時はチームが泥沼だったこともあり、現実とのギャップに戸惑う。背番号は23。
岡崎広（おかざき ひろし）
ポジションはMF。U23の23歳。静岡県出身。ジュビロ磐田所属。
最終予選では第3代表決定戦まで地味ながら全9試合でスタメン出場（フル出場7試合）を果たした。背番号は開始時は6、嶋の復帰後の1試合のみ16で、それ以降は24。
原田真之（はらだ まさゆき）
ポジションはMF。U23の22歳。三重県出身。セレッソ大阪所属。
1次予選ではレギュラーだったが、最終予選で北村が合流すると迫丸がMFに下がったためベンチ要員になり、鷹の負傷欠場時しか出場機会はなかった。1次予選の最終戦では伊達の得点をアシストする。背番号は7。

### 韓国代表
崔潤和（チェ・ユンファ）
韓国代表のFW。短距離走選手並みの類まれな俊足と抜群の決定力を持つ「韓国の虎」。セリエBのレッチェからヴェルディ川崎に移籍し、鷹とJリーグやアジア最終予選で対戦する。年齢は赤星の2つ上で、ワールドユースの戦いを描いた飛翔編にも1コマのみ出演したが、ベスト8でイタリアに破れている。
洪聖甫（ホン・ソンボ）
韓国代表のDF。韓国代表であることを誇りに冷徹さと大胆さを併せ持つ。強靭なフィジカルと強力なミドルシュートが武器。

### ジュベスタン代表
イリエ・ペトレスク
ポジションはMF（ゲームメーカー）。ジュベスタン（架空の国家）代表の中心選手。内戦のために16歳の時に故国を離れ14年間、海外のクラブでプレーを続けた。ラド・ペトレスクは実弟。
ラド・ペトレスク
ポジションはFW。ジュベスタン（架空の国家）代表。ディナモ・キーウに所属するパワフルなセンターフォワード。

### アジア勢
ラビン・アルリファイ
UAE代表。わずか17歳の天才GK。抜群の反射神経の持ち主でワールドカップ1次予選では日本の前に立ちはだかる。
ザリム・シン
ポジションはFW。イラン代表。 アジア最終予選ではエース殺しの役目を任され、中盤に下がり鷹を執拗にマークする。

### イタリアユース代表
アレッサンドロ・ロッシ
ポジションはMF。身長174cm / 体重76kg。
セリエA・パルマ所属で、北村とはチームメイト。19歳ながらトップチームで活躍しており、イタリアユース代表でも中心的存在。鷹とはライバルであるが、お互いの実力を認め合っている。登場初期は性格が悪い描写もあるが、孤立しがちなビアンキを温かく受け入れてあげるなど、優しい面もある。
サルバドーレ・ビアンキ
セリエA・カリアリ所属のFW。176cm（と選手名鑑に載せているが、ロッシ曰く本当は173cmくらい）。貧困層出身で試合観戦ができず、ラジオで試合を聞きプレーを想像してきたため、かかとや尻を使うなど、常識に捉われないシュートをする。「サッカーはだまし合い」の感性は鷹とも共通し、イタリアユース代表では決勝の日本戦においてマーク役の立浪を翻弄する。友人には犯罪者（ヤク中・ポンビキ・泥棒）も多く、自身も時計を盗んで刑務所に入っていた。収監時代に警察チームと、自身のいる囚人チームの試合を見たカリアリのスカウトが、面白がって契約した（本人談）。ワールドユースでは鷹と得点王を争ったが、1点差で得点王を逃す。日本人女性との交際歴があり、日本語を喋ることができる。
パオロ・ヴェルデ
セリエA・ACミラン所属のGK。198cm。ミランのトップチームの正GKでもある。イタリアユース代表では同じミランの選手で構成するDFラインを強力なリーダーシップで統率する。英語も話す。

### アルゼンチンユース代表
ビーベ
アルゼンチンユース代表のMF。168cm。本名はアンドレア・リナレス。本国では「マラドーナ2世」の異名を取るゲームメーカー。テクニックでは鷹と同等以上の技術を持つが、意図的に相手GKの怪我を誘発するようなシュートを放ったり、ミスをした選手を名指しで批判し交代させる王様的な性格（監督もビーベには逆らえない）。同国のヒムナシアに所属していたが、ワールドユース大会終了後にリバープレートへ移籍した。
フローレンス・ディアブロ
アルゼンチンユース代表のFW。破壊力と突破力あふれるセンターフォワード。所属するリーベル・プレートではリーダー的存在。浜本曰くがさつで粗暴な性格で、自分に従わない浜本とはしばしば対立した。

### その他
アンジェリーナ・ロッシ
アレッサンドロ・ロッシのいとこ。ワールドユース選手権中の休みの日に北村のところに遊びに行こうとした鷹と偶然出会い、鷹に恋をする。その後日本ユース代表の帰国の際に空港で鷹と再会。飛翔編におけるヒロイン的存在である。
久保田（くぼた）
柏レイソルコーチで、後に同監督。中居のスピードに魅せられ彼を入団させるが、成績不振のために解任される。後に代表のトレーナである小林に対して中居を育てきれなかった心情を吐露している。